# Frederik Hendrikschool

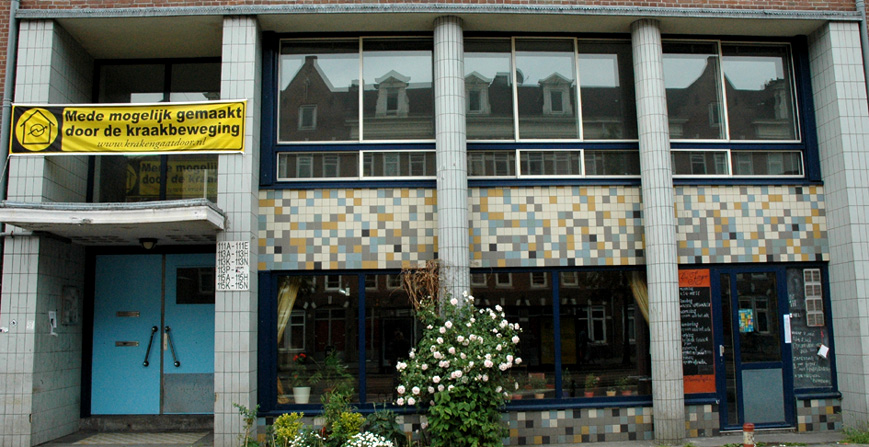
Frederik Hendrikschool

De Frederik Hendrikschool (FHS) is een pand aan de Frederik Hendrikstraat 111-115 in Amsterdam. Het gebouw speelde een belangrijke rol in de kraakbeweging van de jaren 80.

## Geschiedenis
Het gebouw deed vanaf de bouw in het begin van de twintigste eeuw dienst als huishoudschool. Op 15 juli 1983 werd het gekraakt door een groep die eerst zonder succes panden in de Nieuwe Doelenstraat, de Keizersgracht en op het WG-terrein probeerden te kraken. De krakers bouwden kamers en bedrijfsruimtes in het pand.
Onder andere oud-politicus en -activist Wijnand Duyvendak, documentairemaakster Mercedes Stalenhoef, documentairemaakster Jacqueline van Vugt en zanger van punkband The Ex, G.W. Sok (echte naam: Jos Kley) woonden in het pand.
In 1989 kochten de bewoners en bedrijven, verenigd in Vereniging Schoolslag, het pand van de gemeente. De grond kreeg de vereniging van de gemeente in erfpacht.

## Heden
De Frederik Hendrikschool is nog steeds een van de acht zogenaamde erfpachtpanden in Amsterdam. In de bedrijvenruimte zijn onder andere een verslaafdenhulporganisatie, de Schone Kleren Campagne, een steunpunt voor vluchtelingen en een cultuurcafé gevestigd.

## Trivia
- Op 9 augustus 2011 meldden verschillende nieuwsmedia dat de coördinaten van cultuurcafé De Nieuwe Anita voorkomen in het manifest van Anders Behring Breivik.[2] De rechts-extremist Breivik vermoordde 69 mensen in een aanslag op 22 juli 2011 in Noorwegen. In zijn manifest troffen onderzoekers getallenreeksen aan die als coördinatoren geïnterpreteerd konden worden. De Frederik Hendrikschool is een van de zes genoemde locaties in Nederland en de enige in Amsterdam.